# Federico Gatti
Federico Gatti (ur. 24 czerwca 1998 w Rivoli) – włoski piłkarz występujący na pozycji obrońcy w Juventusie.

## Kariera klubowa
Wychowanek klubów Chieri, Torino, Alessandria i Pavarolo. Karierę piłkarską rozpoczął w 2014 w Alessandrii. Sezon 2016/17 też spędził na wypożyczeniu w Saluzzo. W sezonach 2014/15, 2015/16 i 2017/18 grał na zasadzie wypożyczenia w Pavarolo. Latem 2018 został piłkarzem klubu Verbania, a 1 września 2020 przeniósł się do Pro Patria. Po pierwszym sezonie w Serie C, latem 2021 roku, został zaproszony do drugoligowego klubu Frosinone, który wykupił kontrakt obrońcy za 250 tysięcy euro i podpisał z nim czteroletni kontrakt. Od początku sezonu 2021/22 debiutant drugiej ligi stał się jednym z jego głównych odkryć i przyciągnął uwagę czołowych klubów w kraju. Najbardziej atrakcyjną ofertę zaproponowały się odsetki od  turyński Juventus, który 31 stycznia 2022 roku zapłacił za transfer zawodnika grającego trzy lata wcześniej w piątej lidze 7,5 mln euro z możliwością dodatkowych 2,5 mln euro premii i zawarł umowę z nim na 4,5 roku. Kluby uzgodniły, że Gatti sezon 2021/22 będzie wypożyczony do drużyny Frosinone. Jeszcze przed rozpoczęciem sezonu 2022/23 piłkarz dołączył do grona swojego nowego klubu, Juventusu. 31 sierpnia 2022 roku zadebiutował w Serie A w koszulce Juventusu w wygranym 2:0 meczu przeciwko Spezii.

## Kariera reprezentacyjna
W reprezentacji Włoch zadebiutował 11 czerwca 2022 w zremisowanym 0:0 meczu Ligi Narodów z Anglikami.

## Sukcesy

### Sukcesy klubowe
Pavarolo
- Coppa Italia Promozione Piemonte–Valle d'Aosta: 2015/16

Verbania
- Eccellenza Group A: 2018/19

### Sukcesy indywidualne
- Piłkarz Roku w Serie B: 2021/22